# 羅智儀
羅智儀（1998年8月11日—)，中国内地女歌手，加減乘除組合隊長。2016年，參加《1VS11》第一季，成為11隊隊員，並參與作詞、演唱歌曲《狠角色》。
2017年6月，与羅怡恬、杜金雨、譚妍喆組成加減乘除組合，並親自作詞首張單曲《雙面黑》。
2018年4月，參加騰訊視頻推出的中國首档偶像女團竞演养成类真人秀節目《創造101》，最終排名50。

## 主要事蹟

### 2015-16年: 練習生時期
2015年，羅智儀以練習生的身份進入JC藝人學院
2016年11月，參與JC藝人學院策劃的女團出道紀實真人秀《1VS11》，與其他練習生展開出道競賽。並以11隊隊員身分，參與作詞及演唱單曲《狠角色》

### 2017年：出道，首支單曲《雙面黑》，首張EP《OK》
2017年6月14日，加減乘除組合在北京成立，並發行首支單曲《雙面黑》。
2017年12月8日，發行首張EP《OK》，收錄《OK》、《我沒胖》等六首歌。

### 2018年： 參與《創造101》
2018年3月末起，羅智儀參與騰訊視頻製作的偶像選秀節目《創造101》。節目於4月21日開播，羅智儀得到第50名的成績。8月11日，在自己20岁生日会上首度演唱原创歌曲《不朽》。11月，作为选手参加腾讯视频娱体跨界竞技节目《超新星全运会》，在低燒的情況下获得C组50米冠军。